# Puigpunyent
Puigpunyent är en kommun i Spanien. Den ligger i den autonoma regionen Balearerna i östra delen av landet. Antalet invånare är 2 035 (2024). Arean är 42,31 kvadratkilometer. Puigpunyent ligger på ön Mallorca. Puigpunyent gränsar till Bañalbufar, Esporles, Palma de Mallorca, Calvià och Estellencs. 